# UTECA
UTECA o Universidad Tecnológica Americana (fundada como Tecnologico de Estudios Contables y Administrativos S.C. el 26 de julio de 1971 en Ciudad de México, México) es una institución privada de educación media y superior. Fue fundada por el Dr. Gonzalo Vivanco y adquirida en noviembre de 2016 por el grupo MVS.

## Historia
El 26 de julio de 1971 se formaliza la creación de la Universidad Tecnológica Americana, fundada por el Dr. Gonzalo Vivanco Florido. Ubicada en la colonia Roma Sur de la Ciudad de México ha ofrecido desde entonces educación a nivel bachillerato, licenciatura, especialidad y maestría.
En noviembre de 2016 la universidad fue adquirida por el grupo de comunicaciones MVS para abrir así su división MVS Educación. El giro de la universidad cambió desde entonces, dejando de ofrecer licenciaturas contables o administrativas y apegándose a las áreas de creatividad y producción audiovisual.
Desde septiembre de 2019 UTECA,apoyada por la Fundación MVS Radio, ofrece la Licenciatura en Diseño y Arte Multimedia para jóvenes sordos que cuenta con intérprete de Lengua de Señas Mexicana en todas sus clases.
El 12 de septiembre de 2022 comenzó sus actividades el Campus Querétaro de la universidad UTECA.

## Afiliaciones
- SEP
- FIMPES
- ARSEE